# Wartburg 311/312
La Wartburg 311 est une berline est-allemande construite par l’usine AWE à Eisenach, entre 1955 et 1965. Elle a été remplacée par la Wartburg 312, assez peu différente, qui sera produite jusqu’en 1967. Les 311 et 312 ont été déclinées en une multitude de carrosseries, dont quelques milliers d’exemplaires ont trouvé preneur sur les marchés occidentaux.

## La 311

### Une industrie automobile chahutée
Au sortir de la Seconde guerre mondiale, la séparation de l’Allemagne pose de grands problèmes à l’industrie automobile nationale, puisque certaines usines se retrouvent de l’autre côté de la frontière…
Dès 1946, les usines d’Auto-Union (Audi, DKW, Horch et Wanderer) situées en Saxe sont regroupées sous le nom IFA (Industrieverwaltung Fahrzeugbau : Administration de l’Industrie Automobile, puis IFA : Conglomérat de construction automobile), d’où la IFA F9, produite entre 1948 et 1956.
En 1952, l’usine BMW d’Eisenach est rebaptisée EMW, à la suite d'une plainte de la marque à l’hélice.
En 1956, ces deux entités sont de nouveaux renommées : IFA prend le nom de AWZ (Automobilwerk Zwickau) et regroupe l’ancien usine DKW, ainsi que celle de Sachsenring (ex-Horch). EMW se nomme désormais AWE, pour Automobilwerk Eisenach.

### La Wartburg, symbole d’une stabilité retrouvée
C’est dans ce contexte que l’usine EMW (encore nommée de cette façon à l’époque) fabrique le premier prototype de son modèle "311", testé durant l’hiver 1954-1955. Mais la raison sociale de l’entreprise change, et c’est la société AWE qui a désormais l’honneur de fabriquer la voiture, dont la production démarre en 1955. Elle s’appelle alors Wartburg, du nom du château médiéval qui domine Eisenach, et qui rappelle également une voiture fabriquée par l’usine à ses débuts, en 1898.
Succédant à l'IFA F9, la Wartburg (dont le nom deviendra une marque sur les marchés occidentaux, à l’image des Lada du groupe russe AvtoVAZ, dix ans plus tard) entre de plain-pied dans les années 1950, en adoptant des formes rondes et douces, et de pimpantes peintures bicolores.
Si le châssis est repris de la F9 ainsi qu’une grande partie de la mécanique, le moteur 3 cylindres deux temps et revu et gagne 7 Ch. Il en développe alors 37. Les journalistes étrangers essayent la voiture (notamment Paul Frère en 1958) et apprécient le confort des sièges et de la suspension, ainsi que le vaste espace intérieur, mais un peu moins la consommation (de l’ordre de 12-14 litres aux 100 km…).
La 311 fait ses débuts en course fin 1955, où six modèles sont engagés au tout nouveau…Rallye Wartburg. En janvier 1956, la voiture est exposée au Salon de Bruxelles, elle est commercialisée dans le pays par François Pierreux, qui vendait des voitures est-allemandes depuis 1947.

### La gamme la plus riche de l’époque
Dès le mois de mars 1956, à l’occasion de la Foire de Leipzig, l’usine présente trois nouveautés : * un break trois portes (311-9),
- un pick-up (311-7)
- un intéressant cabriolet quatre places (311-2), qui sera fabriqué à Dresde.

AWE récidive l’année suivante, et lève le voile sur le break Camping (311-5), à cinq portes, sur un coupé répondant au nom de « Reise-Coupé », assez vaste pour quatre personnes, et sur un sympathique roadster à hard-top (313-1), développant 50 Ch et donné pour 140 km/h contre 115 km/h pour les autres modèles. Il était uniquement disponible en rouge ou en blanc.
Toujours en 1957, l’usine fabrique deux exemplaires d’une sorte de « coupé-landaulet », la 311 Bellevue. À partir de 1959, on note l’apparition d’un torpédo (type 311-4) réservé aux militaires et à la police, fabriqué à 891 exemplaires jusqu’en 1964.
Quelques très rares fourgonnettes et ambulances seront également produites sur la base du break. En 1958, tous les modèles reçoivent la calandre grillagée du roadster. Pendant l’été 1960, le roadster et le cabriolet tirent leur révérence, après respectivement 469 et 2.670 exemplaires. La même année, les modèles restants reçoivent de nouveaux pare-chocs, et le pick-up voit sa partie arrière modifiée.
En 1961, la puissance du moteur est portée à 40 ch. Elle atteindra 45 ch en 1962, grâce à un nouveau bloc de 991 cm3 autorisant 122 km/h en vitesse de pointe. Les feux arrière et les sièges sont revus en 1963. En mars 1965, le coupé (fabriqué à 520 exemplaires) cède sa place à un cabriolet hard-top, qui sera construit à 260 exemplaires.
En septembre 1965, la "312" remplace la "311" après 258 480 exemplaires produits en 10 ans.

## La 312
Présentée en 1965 comme une voiture de transition, la Wartburg 312 a eu une durée de vie très courte. Extérieurement, on remarque les roues plus petites (13 pouces au lieu de 15) et la calandre à sept baguettes horizontales (réservée à l’exportation). La technique évolue davantage, puisque le châssis, la suspension et le système de refroidissement sont nouveaux.
Les berlines et le pick-up prennent leur retraite dès le mois de juin 1966, imitées par le coupé hard-top en janvier 1967. Les breaks résistent jusqu’en mars suivant.
Au total, 36 287 Wartburg 312 ont été produites, jusqu’au remplacement par la nouvelle Wartburg 353.
Il est à noter que les 311 et 312 ont remporté un succès d’estime au Benelux et en Suisse.
En Belgique, François Pierreux (qui commercialisait une version haut-de-gamme assemblée dans ses propres ateliers, appelée Président) écoulera plus de 4 000 Wartburg 311 et environ 800 Wartburg 312.

## Galerie

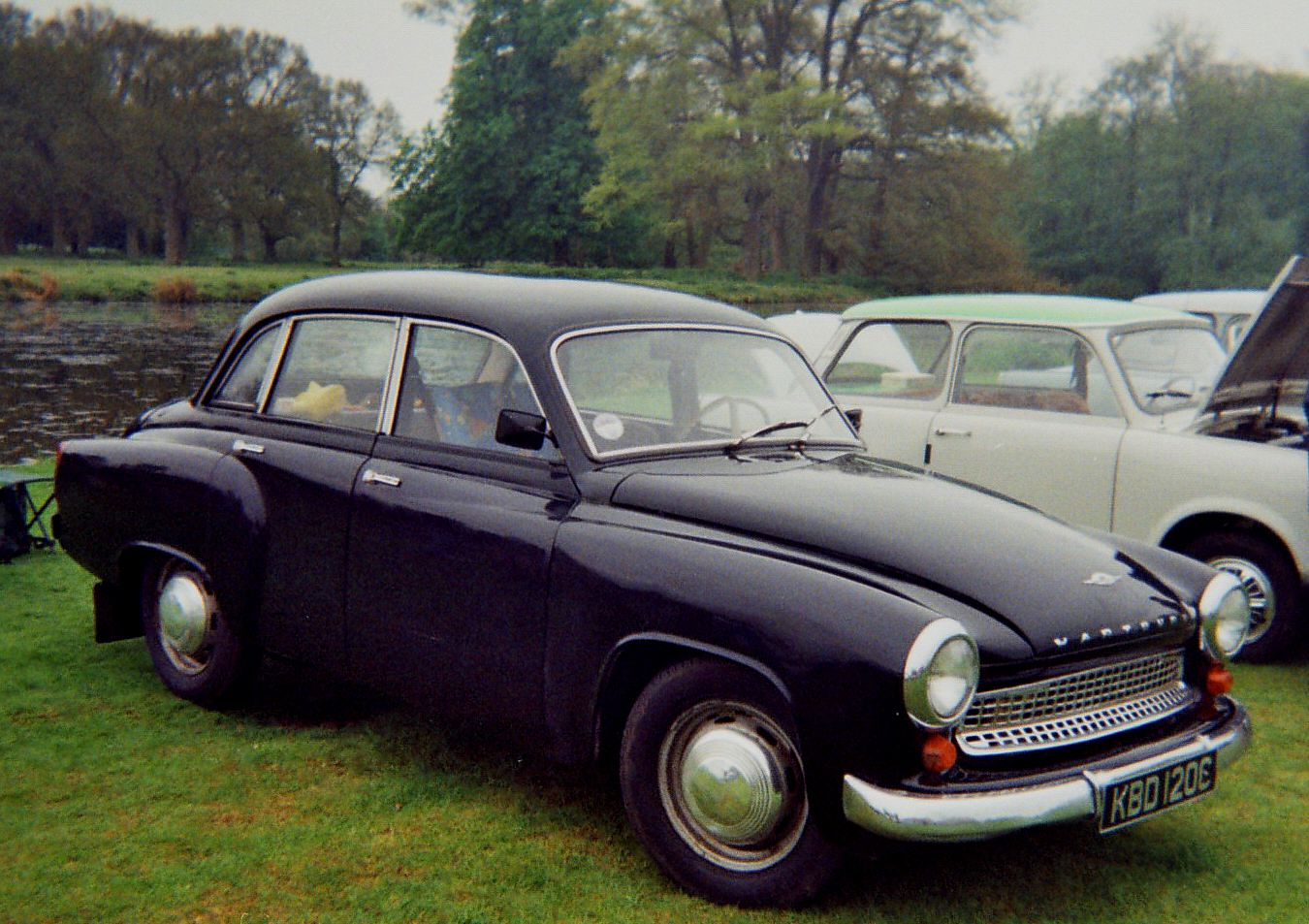
Wartburg 311 de 1965
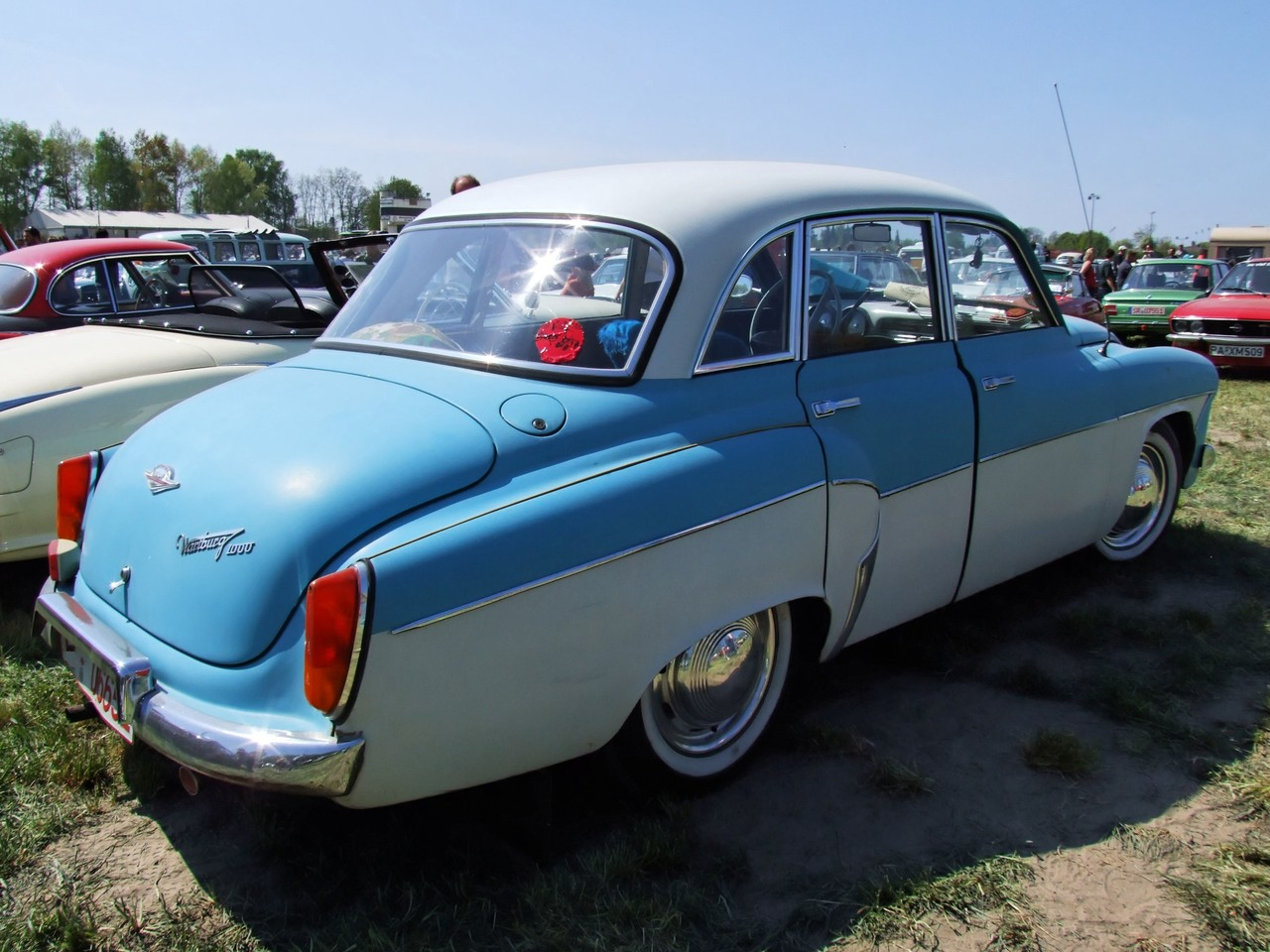
Wartburg 311, vue arrière
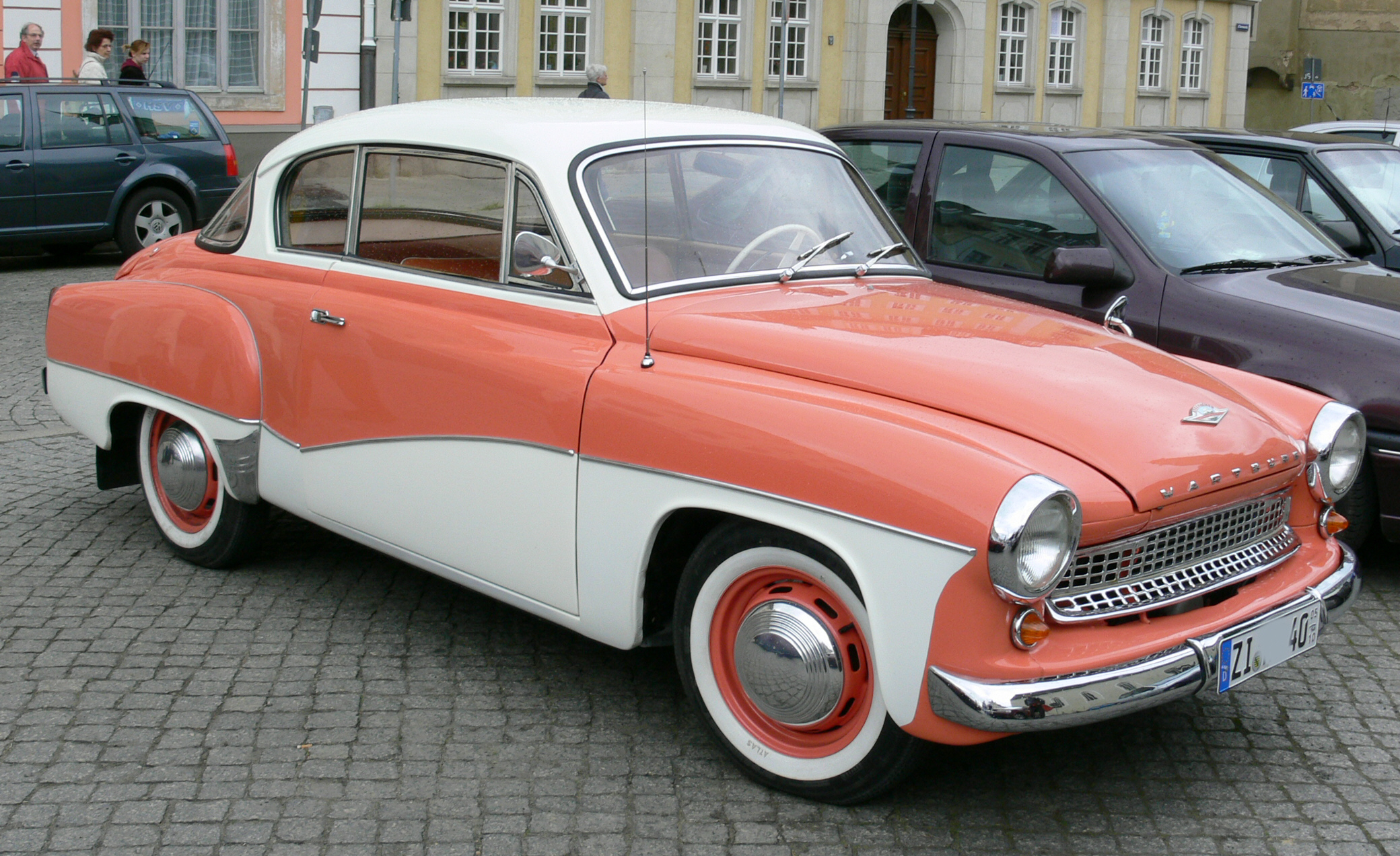
Wartburg 311 Reise-Coupé
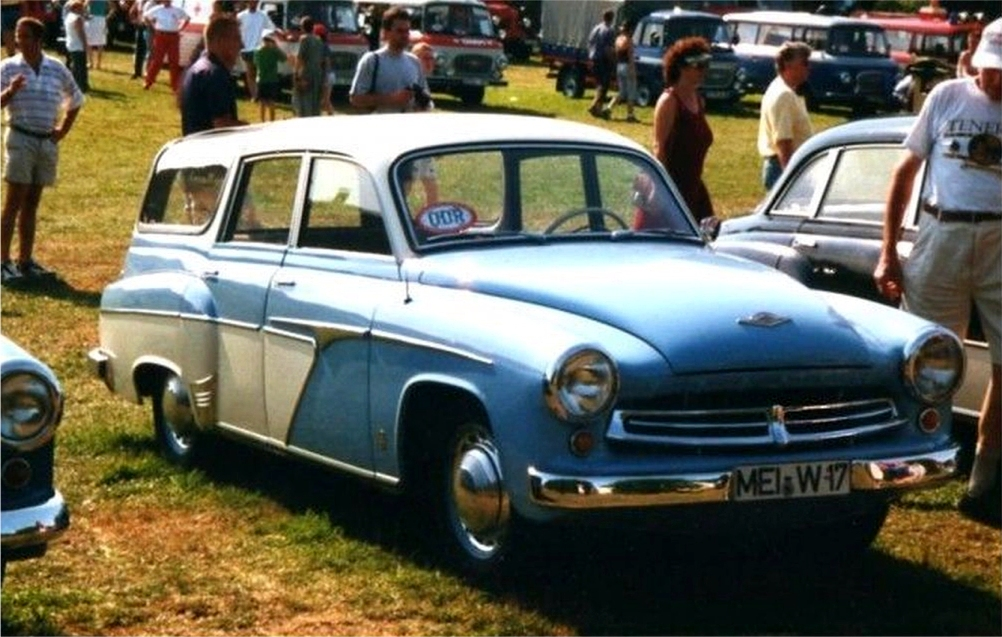
Wartburg 311 Camping
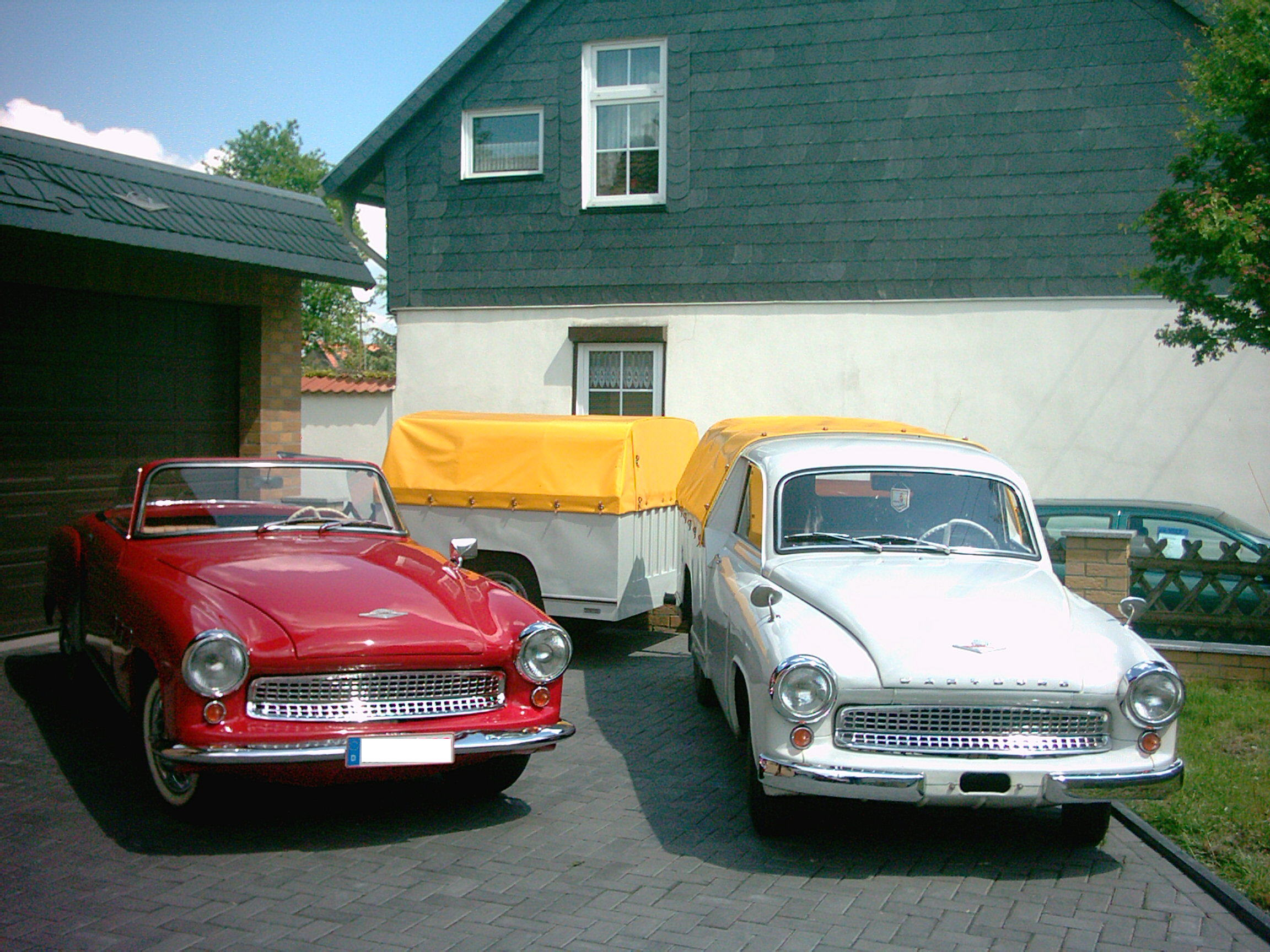
Wartburg 311 Pick-up et Roadster
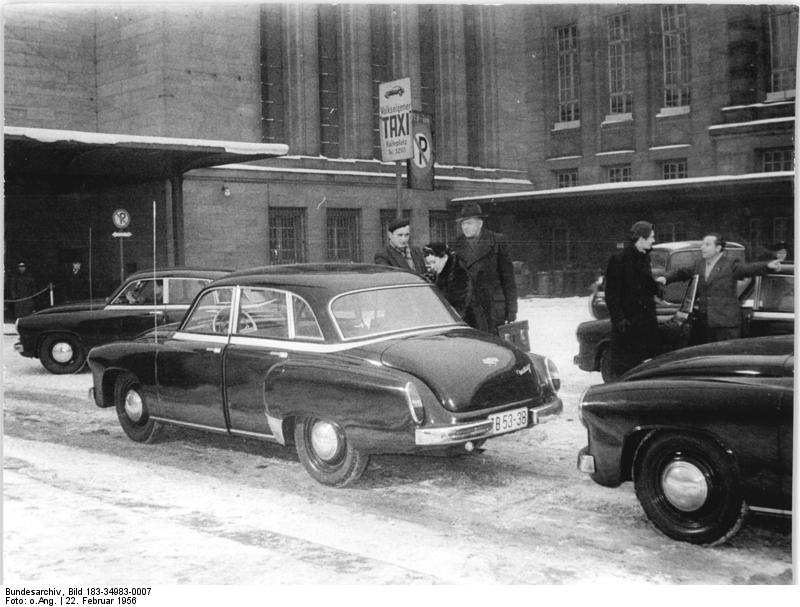
Wartburg 311 à Leipzig en 1956
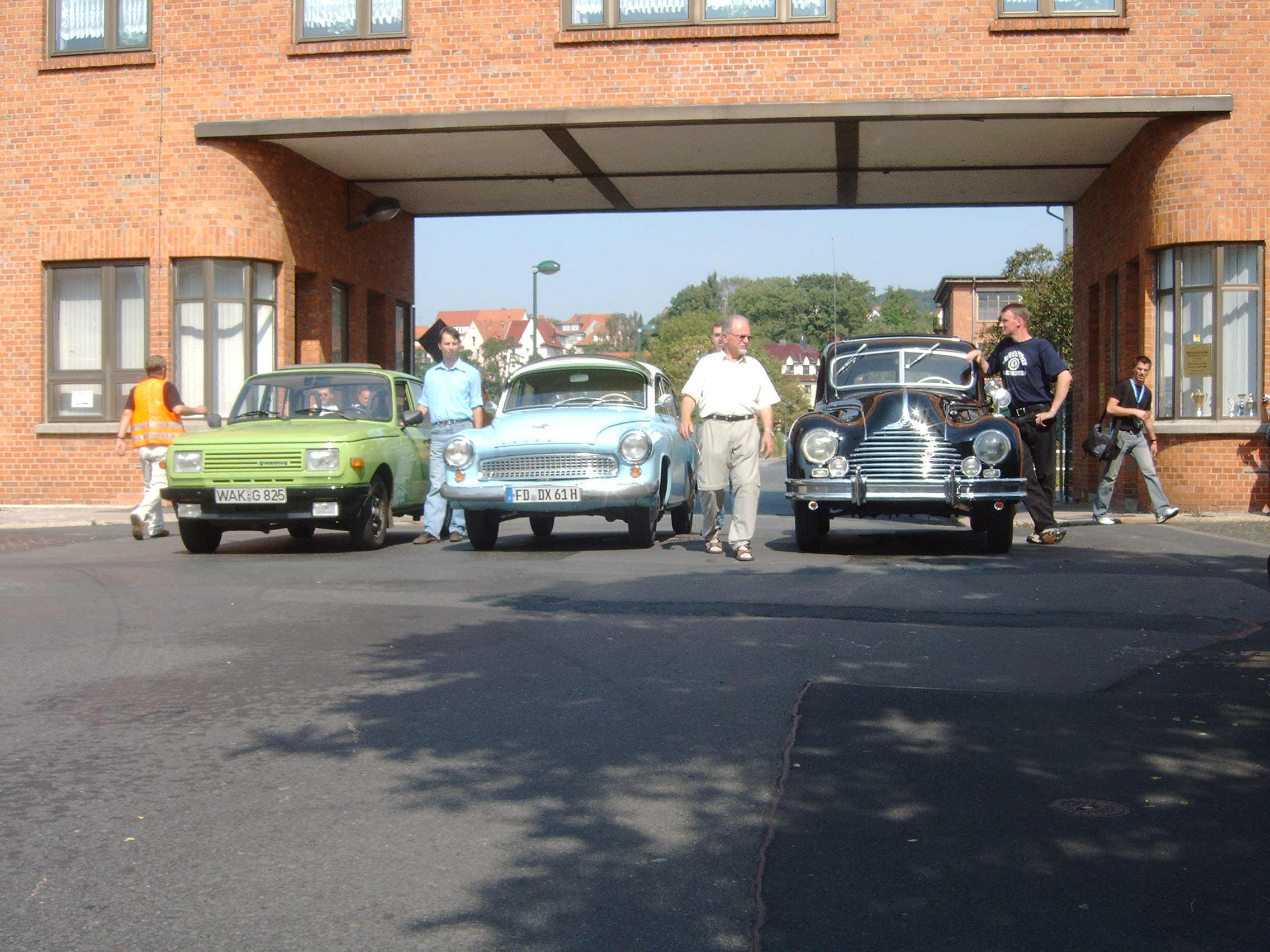
Wartburg 353, Wartburg 311 et EMW 340
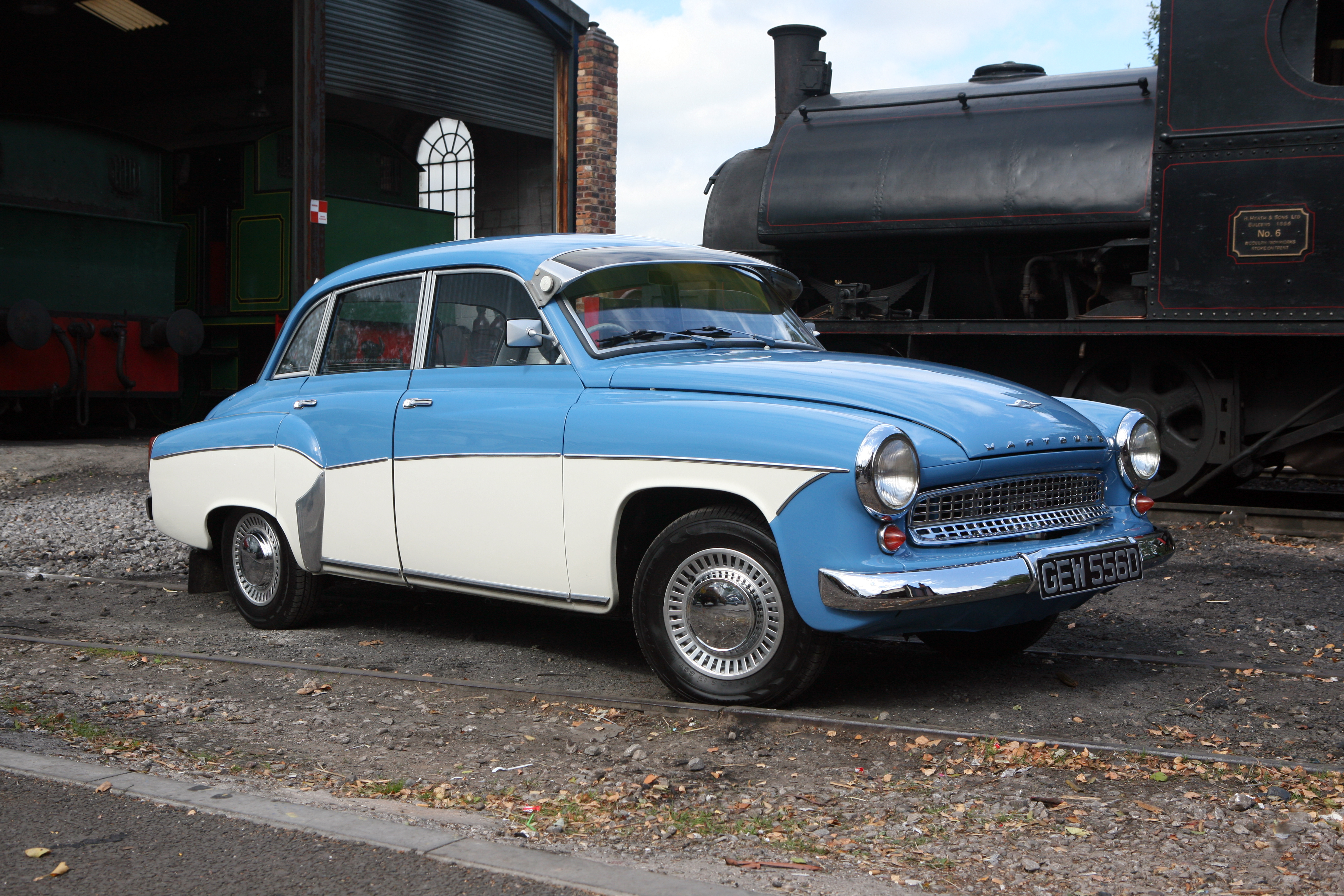
Wartburg 312 de 1966

## Sources
- Bernard Vermeylen, Voitures des pays de l'Est, E-T-A-I, Boulogne-Billancourt, 2008  (ISBN 9782726888087)